# Petr Hejduk
Petr Hejduk (24. srpna 1949 Praha – 10. května 1995 Praha) byl český bubeník a zdravotník, známý především ze svého působení ve skupinách Olympic a Balet.

## Osobní život
Vystudoval Pražskou konzervatoř. Do roku 1970 hrál ve skupině Golden Kids, která byla jejími členy rozpuštěna poté, co Marta Kubišová obdržela zákaz veřejného vystupování. Petr Janda mu nabídl místo v kapele Olympic, místo Jana Antonína Pacáka, v níž setrval patnáct let (1971–1985). Na některých písních se podílel autorsky. Ze skupiny odešel k 17. prosinci 1985.
V roce 1986 založil s Jindřichem Malíkem vlastní skupinu Balet, ve které krátce působila také zpěvačka Iveta Bartošová, tu po jejím odchodu nahradila Blanka Šrůmová. V roce 1988 se rozhodl odejít z hudebního světa.
Od mládí chtěl studovat lékařství, ale otec filharmonik jej přesvědčil ke studiu hudby. Po opuštění hudební kariéry absolvoval zdravotnický kurz a v roce 1990 začal pracovat jako řidič-zdravotník na zdravotnické záchranné službě.
10. května 1995 podlehl rakovině. Téhož roku Olympic k jeho památce vydal album Olympic – Petr Hejduk, které obsahuje jeho písně.
Oldřich Zámostný vydal 8. května 2015 album Petr Hejduk – Ten den v omezeném nákladu 300 kusů.